# Дейвид Ливингстън
Вижте пояснителната страница за други личности с името Ливингстън.
Дейвид Ливингстън (на английски: David Livingstone, също и Ливингстоун) е шотландски лекар-мисионер, пътешественик, изследовател на Африка, една от бележитите личности от викторианската ера.
При срещата му с Хенри Мортън Стенли, тръгнал да го издирва в дебрите на Африка, се ражда известната фраза: „Доктор Ливингстън, предполагам?“

## Произход и младежки години (1813 – 1840)
Роден е на 19 март 1813 година в Блантайър, Шотландия, в протестантско семейство. Заедно с други деца, още от 10-годишен, работи в тъкачна фабрика. Дейвид е религиозен като баща си, който е ревностен протестант, но за разлика от него освен книги по теология чете и много научни книги и се интересува от природата. До 26-годишна възраст той работи във фабриката като тъкач и спестява пари, което му дава възможност на 23-годишна възраст да се запише да следва медицина в Глазгоу от 1836 до 1839. През 1840 г. продължава следването си в Лондон, като успоредно с това активно участва в дейността на „Лондонското мисионерско дружество“. През същата година се дипломира и е ръкоположен като мисионер. Първоначално се надява да замине за Китай, но там избухва първата Опиумна война и през декември 1840 отплава за Южна Африка с религиозна мисия.

## Мисионерска дейност (1841 – 1849)
През март 1841 г. пристига в Южна Африка и се установява в мисията Куруман (27°27′ ю. ш. 23°26′ и. д. / 27.45° ю. ш. 23.433333° и. д.) в страната на бечуаните. За кратко време много добре научава езика им, владеенето на който впоследствие му помага извънредно много по време на неговите пътешествия, тъй като езикът на бечуаните е един от езиците банту, които са много сходни помежду си.
Още през 1842 навлиза в Калахари по-навътре от всеки друг европеец дотогава. В продължение на осем години пътува неуморно из вътрешността на южната и централната част на континента и се запознава с местните езици и обичаи. Многократно влиза в сблъсък с местните бури и португалци заради жестокото им отношение към коренните африканци и си създава репутация на убеден християнин, смел изследовател и пламенен борец срещу робството.
През 1843 г. основава собствена мисия на мястото, където след това е създаден протекторатът Бечуаналенд. По време на едно от пътешествията през 1844 г. влиза в схватка с лъв и получава сериозна рана на лявата ръка, която остава увредена за цял живот. През 1845 г. се жени за Мери Мофат, дъщеря на мисионера Робърт Мофат, която неизменно го съпровожда при пътешествията му до смъртта си през 1862 и му ражда 4 деца. През 1847 г. главна негова база става станция Колобенг (25°07′ ю. ш. 26°56′ и. д. / 25.116667° ю. ш. 26.933333° и. д.) на югоизточния край на Калахари.
Още през първите години от мисионерската си дейност, Ливингстън установява, че африканците много малко се интересуват от религиозни проповеди. Затова местните жители веднага оценяват по достойнство медицинските познания на младия мисионер, с желание се ограмотяват и се стараят да приложат на практика нововъведенията в селското си стопанство. За осемте години съвместен живот на африканците се харесва открития нрав на Ливингстън и искреното му желание да им е от полза. Не вярвайки в християнския Бог, бечуаните започват да вярват на Ливинтстън, който става за тях истински приятел и с голям авторитет. В същото време изучаването на местните езици, близкото запознанство с начина на живот, обичаите и традициите на африканците и събрания опит при научните наблюдения, залага стабилен фундамент за бъдещата изследователска дейност на Ливингстън, която поначало той въобще не се е замислял да осъществява.
Занимавайки се главно с медицинска практика и просветителска дейност, Ливингстън отделя много малко време за основната си дейност – религиозната пропаганда, за което си навлича недоволството на църквата. Строго започва да гледа на него и администрацията на Капската колония, обезпокоена от издигнатите от него проекти за създаване на широка мрежа от училища за местното население. Открито враждебно започват да се отнасят към Ливингстън и местните бели заселници – бурите. Поради тези причини Ливингстън решава да премести базата си още по-на север, където все още не са проникнали белите заселници и където се надява да намери нови тъмнокожи приятели. В търсенето на ново място за мисия той отблизо се запознава с Калахари и първи установява истинския характер на ландшафта на тази област, която европейците считат за пустиня.

## Експедиционна дейност в Африка (1849 – 1873)

### Първо пътешествие в Южна Африка (1849 – 1856)

#### Първа експедиция (1849)
В началото юни 1849 г. в качеството си на топограф и изследовател, съпровождан от двама ловци-англичани и няколко водачи африканци, тръгва от своята база в Колобенг и пресича пустинята Калахари от юг на север. В пустинята Ливингстън среща за първи път племената бушмени и бакалахари, живеещи още в каменния век. На 1 август на 21º ю.ш. открива езерото Нгами и разположените на изток от него блата Макарикари. Изследването на езерото в съчетание с по-ранните наблюдения на други пътешественици довеждат Ливингстън до извода за прогресиращото пресъхване на вътрешните части на Африка, извод който се потвърждава и от последващите изследвания на района. За своите изследвания Ливингстън е награден от Кралското географско дружество с медал и парична премия. Оттогава започва сътрудничество между Ливингстън и Кралското географско дружество, продължило през целия му живот. Дружеството представлява интересите му в Англия и пропагандира откритията му в Европа.
Ливингстън е първият европеец, който прекосява (1855 г.) Южна Африка от запад на изток. Той установява местоположението на повече от 1000 географски пункта.

#### Втора експедиция (1850 – 1851)
По време на първата си експедиция Ливингстън се надява да достигне до племената макололо, негови приятели от предишните години, преселили се на север под натиска на белите заселници и враждебните им зулуси. Поради невъзможността на намери нито водач, нито лодки, с които да премине разлялата се широко река Ботлетле, течаща от езерото Нгами към блатата Макарикари, Ливингстън се отказва да продължи на север и се завръща в Колобенг. На следващата година заедно с един от английските ловци прави нов неуспешен опит да достигне до земите на макололо, а през 1851 трети, увенчава се с успех.
През юни 1851, заедно с цялото си семейство Ливингстън продължава на североизток от блатото Окованго и открива долното течение на Куандо (Линянти, Чобе, десен приток на Замбези). В селището Сешеке основава мисия, става приятел с вожда на силното племе макололо и в края на месеца открива река Замбези. Това е първото голямо откритие на Ливингстън, защото на съществуващите дотогава португалски карти реката е дадена далеч на изток.
Този успех има за Ливингстън важно психологическо значение и го вдъхновява за нови открития в „Черния континент“. Той не изоставя своите мисионерски дейности, но мислите му все повече са насочени към географските проблеми на Африка и от мисионер става професионален пътешественик-изследовател.
В края на 1851 г. в района на Сешеке избухва епидемия от жълта треска. Ливингстън решава да изпрати семейството си в Европа, а той да се върне и да продължи да търси по-здравословен район в сърцето на Африка, който да стане база на новите му изследвания. След като натоварва семейството си на кораб в Кейптаун се отправя обратно на север към страната на макололо. По време на завръщането му, в Куруман Ливингстън научава, че по време на отсъствието му бурите са нападнали Колобенг, разграбили са дома му и са подпалили цялото селище. Това произшествие окончателно го убеждава в решението му да продължи да търси нова база на север.

#### Експедиция в Ангола (1853 – 1854)
В края на май 1853 г. пристига в Сешеке и започва подготовка за нова експедиция, целта на която е да се установи пряко търговско споразумение между страната на макололо и атлантическото крайбрежие, без посредници (странстващи търговци из Ангола, изкупуващи слоновата кост на безценица).
През юли и август 1853 г., с отряд от 160 макололо на 33 лодки, Ливингстън предприема разузнавателно пътешествие като се изкачва по Замбези до устието на левия ѝ приток Конго (14º 11` ю.ш.), след което се завръща в Сешеке.
На 11 ноември 1853 г., вече в намален състав (27 души), тръгва нагоре по Замбези от устието на десния ѝ приток Линянти (Чобе, Куандо) и продължава по десния ѝ приток река Шефумаге. През февруари 1854 на 11°31′ ю. ш. 22°02′ и. д. / 11.516667° ю. ш. 22.033333° и. д. вторично открива езерото Дилоло в басейна на Замбези. Открива вододела между Конго и Замбези, продължава на запад-северозапад и пресича река Касаи (ляв приток на Конго) и реките Чуамбе, Лвашима, Чикапа и Квилу (леви притоци на Касаи). В началото на април пресича река Кванго (ляв приток на Касаи) и на 31 май 1854 г. излиза на Атлантическия океан при Луанда, като по този начин извършва своето първо пресичане на Южна Африка, тръгвайки от Кейптаун.

#### Пресичане на Африка от запад на изток (1854 – 1856)
След пристигането си в Луанда, на Ливингстън е предложено да бъде откаран с кораб до Англия, но независимо че е уморен от тежкия преход и измъчен от болести той отказва. Чувството му за справедливост го принуждава да постъпи така, първо защото трябва да върне в родината им своите верни спътници от племето макололо и второ, желанието да продължи изследването на Замбези.
В края на септември 1854 г. групата тръгва обратно. По пътя Ливингстън изследва средното течение на река Куанза и изключително вярно се ориентира къде точно преминава вододела между двете големи речни системи на Конго и Замбези. Той установява, че вододелът преминава на около 1200 м надморска височина, а не във високи планини, както се е смятало дотогава.
В средата на 1855 г. групата се завръща в земите на макололо, където са посрещнати като възкръснали мъртъвци. В началото на ноември 1855 г., с нови 114 спътници от племето макололо, Ливингстън достига до Замбези и започва спускане по нея. На 18 ноември 1855 открива грандиозния 120-метров водопад на река Замбези, който нарича Виктория. Опасните бързеи и прагове надолу по реката след водопада го принуждават да заобиколи по суша, като през декември 1855 г. открива река Кафуе (ляв приток на Замбези) и по нея се спуска до Замбези. По нататъшния път надолу по реката довежда до откриването на друг голям ляв приток – Луангва, от който започват известните вече на португалците райони.на 3 март 1856 г. пристигат в първия португалски пост Тете (15°10′ ю. ш. 33°35′ и. д. / 15.166667° ю. ш. 33.583333° и. д.), а на 20 май 1856 г. – устието на Замбези в Индийския океан.
До устието на Луангва местното население не причинява на Ливингстън и неговите спътници никакви препятствия, навсякъде ги посрещат радушно. След това обаче отношението към пътешествениците рязко се променя. Местните жители, научени от горчивия опит в общуванията си с португалските роботърговци и колониалните войски, виждат в тях чуждестранни врагове. Въпреки всички трудности, Ливингстън и неговите верни макололо, успяват да избегнат въоръжения конфликт с местните племена (получават даже лодки от тях).

#### Резултати от първото пътешествие
Ливингстън завършва грандиозното си първо пътешествие продължило 7 години, при което извършва двойно пресичане на африканския континент от Кейптаун до Луанда на Атлантическия и оттам до Индийския океан. През декември 1856 г. се завръща в Англия като национален герой, а новините за откритията му събуждат безпрецедентен ентусиазъм. През 1857 издава книгата си „Missionary Travels and Researches in South Africa“ (в превод „Пътешествия и изследвания на мисионера в Южна Африка“), която е отпечатана и разпродадена в 70 000 екземпляра и преведена на почти всички европейски езици. Удостоен е с аудиенция при кралица Виктория и в продължение на 6 месеца изнася лекции и речи из цялата страна.
Научните резултати от пътешествието му са грандиозни, превъзхождайки всичко, което е достигнато дотогава в опознаването на Южна Африка. Картата на тази част от континента коренно се преобразява. Той проследява и картира почти цялото течение на Замбези, открива един от най-големите в света водопади, множество от големите притоци на Замбези, установява положението на вододела между Замбези и главния ляв приток на Конго – Касаи, изследва горните течения на реките от системата на Касаи и безотточния басейн на езерото Нгами. Всички открити от него географски обекти са картирани с такава точност, която е трудно да се очаква от човек, нямащ специална топографска подготовка. Основна база за неговите маршрутни топографски снимки са секстанта, хронометъра и астрономическите таблици, чрез които много точно определя географската ширина и дължина на 2812 пункта.
В резултат от своите 15-годишни изследвания стига до следния извод „Тропическа Централна Африка на юг от 8° ю.ш. се оказа възвишено плато, малко понижаващо се в центъра и с проломи по краищата, по които реките текат към морето... Мястото на легендарната гореща зона и жарки пясъци заема добре оросявана област, напомняща със своите пресноводни езера Северна Америка, а със своите горещи и влажни долини, джунгли и прохладни високи плата на Индия“. По време на пребиваването си в Южна Африка Ливингстън се сприятелява с африканците. Той се отнася с тях като с равни, привлича ги със своята прямота и меко обръщение. Ненавижда робството, но вярва в това, че е възможно то да се смекчи и даже да се отмени в условията на колониализма.

### Второ пътешествие (1858 – 1864)

#### Цели и задачи на второто пътешествие
Английското правителство желае да се възползва от авторитета на Ливингстън сред африканците и го назначава за консул в Келимане, Мозамбик. През март 1858 г. Ливингстън заминава за новата си месторабота като взема със себе си жена си, брат си Чарлз Ливингстън и сина си Робърт Ливингстън и пристига в Келимане през май същата година. След като става консул Ливингстън се отказва от скучната мисионерска дейност и се заема с научноизследователска работа. Той съзнателно поставя своята дейност в служба на колониалната експанзия на Великобритания, тъй като грешно предполага, че под британско господство ще се прекратят изтребителните междуплеменни войни и лова на роби, а проникването на английски капитал в Африка го преценява като прогрес.
Една година след пристигането си в Мозамбик Ливингстън започва организацията на нова експедиция във вътрешността на континента. Тази експедиция е много по-добре организирана от самостоятелното му първо пътешествие, има на разположение необходимото оборудване, припаси и колесен параход („Ма Робърт“), всичко това осигурено от британското правителство. В новата експедиция освен жена му, брат му (изпълняващ задълженията на негов помощник и секретар) и сина му, вземат участие още Джон Кърк – ботаник и лекар, Ричард Торнтън – геолог, Томас Бейнс – художник и още няколко европейци.
Основната задача, поставена пред експедицията, е откриване и уточняване на течението на Замбези в участъка от водопада Виктория до устието на река Луангва, който участък по време на първото му пътешествие е заобиколен. Решаването на този географски проблем не е единствена цел на експедицията. След като се запознава през изминалата една година като консул с португалската система за търговия с роби, Ливингстън твърдо решава да направи всичко каквото зависи от него, за да предотврати това зло. Главно средство за това той вижда в организирането на регулярно снабдяване на вътрешните райони на Африка с английски фабрични стоки в обмен на местни такива, като мисли, че по този начин ще подкопае икономическата основа на търговията с роби. Едновременно с това се застъпва за внедряване на европейската култура в живата и бита на африканските народи, отдавайки голямо значение на мисионерската дейност. Общата задача на своята експедиция той формулира като: „Изследване на Замбези, нейното устие и притоците ѝ с цел използването им в качеството на пътища за проникването на търговията и християнското учение в обширните райони на Централна Африка“.

#### Изследване на Замбези (1858)
Изследователската работа започва през юли 1858 г. с картиране на делтата на Замбези, която както се установява е крайно неточна на съществуващите португалски карти. След това експедицията достига до Тете, избран за главна база. Там Ливингстън е радостно посрещнат от своите приятели макололо – неговите верни спътници от първото му пътешествие, които търпеливо го очакват две години да се завърне. От Тете корабът се отправя нагоре по реката, но поради маловодието ѝ през този сезон пътешествениците не успяват да преминат през праговете Кебрабаса. Ливингстън преценява, че по време на пълноводие праговете са достъпни за плаване, но с параход с по-голяма мощност и Ливингстън изпраща молба до британското правителство да му доставят параход с необходимата мощност, за може да изпълни поставената пред него задача.

#### Открития и изследвания в басейна на езерото Малави (1859)
Докато очаква пристигането на новия параход през януари и февруари 1859 г. „Ма Робърт“ се изкачва по река Шире (ляв приток на Замбези) и открива водопадите Мърчисън. През март и април се изкачва пеша още по-нагоре по долината на реката и на 18 април открива езерото Ширва и масивите Мландже (3000 м) на юг и Зомба на запад от езерото.
През август и септември 1859 г. Ливингстън проследява цялото течение на Шире на север от езерото Ширва и на 16 септември вторично открива езерото Няса (Малави, 30 800 км2).

#### Изследване на Замбези (1860)
През 1860 г. Ливингстън се изкачва покрай левия бряг на Замбези и я изследва до устието на река Куандо, където се разделя с верните си приятели макололо. По пътя детайлно изследва и картира водопада Виктория. Обратния път до Тете е извършен главно по реката, като успява с пироги да премине през пролома Кариба, а след това и праговете Кебрабаса. Изводите на Ливингстън за използването на този участък от реката за корабоплаване са крайно неблагоприятни.

#### Нови изследвания в басейна на езерото Малави и река Рувума (1861 – 1862)
В началото на 1861 г. от Англия пристигат два нови речни парахода „Пионер“ и „Лейди Няса“, с които през март 1861 г. и през септември 1862 г. Ливингстън изследва около 250 км от долното течение на река Рувума.
През август 1861 г. експедицията се изкачва по река Шире на платноходки до водопадите Мърчисън. Оттам лодките са пренесени през водопадите по суша и в началото на септември Ливингстън и неговите спътници навлизат в южната част на езерото Малави. Експедицията точно установява очертанията на южната част на езерото, определя неговата дължина по меридиана и ширината в средната му част до около 11º20` ю.ш. По на север Ливингстън не успява да се придвижи поради враждебността на приезерните племена и започналия период на бури.
В резултат от своите изследвания и наблюдения Ливингстън съставя първата вярна карта на езерото.
На 27 април 1862 от тропическа малария умира жена му Мери Мофат-Ливингстън, която съпровожда съпруга си във всичките му дотогава пътешествия.

#### Изследвания на запад от езерото Малави (1863)
През втората половина на 1863 г. Ливингстън изследва областта на запад от езерото Малави (вододела между него и левия приток на Замбези река Луангва). Там той научава от местните жители, че на северозапад има друго голямо езеро Бангвеулу, от което на запад тече голямата река Луапула, без да могат да му обяснят точно къде се влива тази река. Ливингстън започва поход в този посока, но след няколко дни е принуден да се върне поради настъпващия дъждовен сезон и както са го предупредили местните жители, целия район ще се превърне в непроходимо блато.
Същата година британското правителство прекратява финансирането и отзовава експедицията с аргумента, че оптимизмът на Ливингстън по отношение на политическото и икономическо развитие на района на Замбези е преждевременен. През февруари 1864 г. експедицията напуска устието на Замбези и през лятото на 1864 г. се завръща в Англия.

#### Резултати от второто пътешествие
Пресата обявява експедицията за провалена и Ливингстън има големи трудности в търсенето на пари за по-нататъшните си пътувания. Реките Замбези, Шире и Рувума не оправдават надеждите му за бързо и лесно проникване във вътрешността на континента. Голяма част от персонала на новооснованите християнски мисии умират от болести, в т.ч. и жена му. По петите на експедицията вървят португалските роботърговци, опустошавайки новооткритите райони.
Въпреки това географските резултати са големи. Експедицията картира непроследените дотогава участъци на Замбези, южната част на езерото Малави и река Шире, езерото Ширва и долното течение на Рувума. Както и в първата, така и във втората експедиция са събрани обширни находките в областта на ботаниката, геологията и етнографията, които получават необходимото признание едва през следващите 30 години.
Двамата братя написват книгата „Narrative of an Expedition to the Zambesi and Its Tributaries“ за хода на експедицията и научните ѝ достижения и тя е издадена през 1865 г. в Лондон. Както и останалите му книги и тази е проникната от духа му на хуманизъм, топлите чувства към африканците и твърдото му убеждение в равенството между хората независимо от цвета на кожата.

### Трето пътешествие (1866 – 1873) и смърт на Ливингстън

#### Цели и задачи на третото пътешествие
Основната цел, както на тази, така и на останалите експедиции организирани и проведени в края на 60-те години на XIX век в Африка е откриването на изворите на Нил. В тази надпревара се включва и възрастния вече Ливингстън.
Неговата нова и последна експедиция е организирана от Британското кралско географско дружество по инициатива на неговия президент Родерик Мърчисън. Тя се финансира изцяло от британското правителство, което се стреми да използва големия авторитет на Ливингстън за разпространението на английското влияние в Африка и за тази цел му е предложен постът британски консул в Централна Африка. Независимо, че условията които представя тази длъжност – без заплащане и право на пенсия – граничат по-скоро с оскърбление, Ливингстън приема правителственото предложение, предполагайки, че в ролята си на консул ще може много по-успешно да се бори с търговията с роби на континента. За успешното провеждане на експедицията Ливингстън поставя едно-единствено искане – в нея, с изключение на него, да не участват други европейци. Искането му е удовлетворено, като за тази цел всички участници са набрани в Индия и сред африканците.
След като анализира всички дотогава проведени експедиции, целта на които са били изворите на Нил, Ливингстън стига до заключението, че изворите на реката трябва да се търсят доста по-далеч на юг от езерото Виктория. Изхождайки от подобни предположения, английският изследовател се надява да ги достигне не от изток като Джон Хенинг Спик, не и от север като Самюъл Уайт Бейкър, а от юг, от страна на езерото Малави, като по този начин той продължава същия този маршрут, от който се отказва през 1863 г.

#### Поход до езерото Танганика (1866 – 1867)
На 4 април 1866 г. отрядът, начело с Ливингстън, тръгва от залива Микиндани (10°15′ ю. ш. 40°08′ и. д. / 10.25° ю. ш. 40.133333° и. д.) в Югоизточна Танзания, изкачва се по река Рувума до изворите ѝ, заобикаля от юг езерото Няса и продължава на северозапад. Пресича река Луангва и планината Мучинга (1795 м) и слиза в долината на река Чамбези, считаща се за начало на Конго. На 1 април 1867 г. експедицията достига до южния бряг на езерото Танганика.
Целия преход от крайбрежието да Танганика е изпълнен с трудности и неудачи. Командированите от английското правителство, в качеството си на въоръжена охрана, индийски войници-сипаи, скоро отказват да продължат в неизвестните дълбини на Африка и в крайна сметка Ливингстън е принуден да ги върне обратно. Пътят на експедицията преминава през рядко населени райони, където е трудно да се набавят свежи продукти и скоро се появяват първите признаци на скорбут. Част от носачите дезертират, вземайки със себе си различно експедиционно оборудване, в т.ч. и сандъкът с медикаментите, което е истинска катастрофа за Ливингстън. Така по ирония на съдбата Ливингстън, който е страстен борец против търговията с роби, се принуждава да прибегне до услугите на опериращите в тези краища арабо-суахилски търговци на роби и слонова кост и оттам нататък пътешества предимно с тяхно участие, съобразявайки се с техните планове и намерения.

#### Открития и изследвания през 1867 – 1871
От езерото Танганика Ливингстън продължава на запад-югозапад и на 8 ноември 1867 г. вторично открива езерото Мверу, а на 20 км на юг от него – езерото Мофве (9°39′ ю. ш. 28°44′ и. д. / 9.65° ю. ш. 28.733333° и. д.) и река Луапула (1500 км), протичаща през Мофве и вливаща се от юг в Мверу. След това английският пътешественик отново се завръща до езерото Мверу и през март 1868 г. открива река Лувуа, изтичаща на север от него (десен приток на Луалаба). На 18 юли 1868 г. открива езерото Бангвеулу (4 – 15 хил. км2).
В края на 1868 г. неуморимият пътешественик се отправя на североизток и през февруари 1869 г. достига до западния бряг на езерото Танганика. Един месец той изследва с лодки западното крайбрежие на езерото, след което го пресича и достига до Уджиджи на източния бряг. Там го очакват писма и различни припаси, изпратени му с попътни кервани от Занзибар. Голяма част от изпратените му стоки обаче не достигат до него, а тези които получава са в плачевно състояние. Друг голям удар за уморения и страдащ вече от малария и други болести изследовател е липсата на лекарства в пратките. Независимо от всичко това, Ливингстън отново с нестихваща енергия, въодушевен от малкото получени пари и стоки, с нови възстановени сили продължава своите изследвания.
През юли 1869 г. той напуска Уджиджи, пресича езерото Танганика и се насочва на запад. Поради честото боледуване, враждебността на местното население, ожесточените набези на роботърговците и по редица други причини, походът се забавя и едва в края на март 1871 Ливингстън успява да достигне до река Луалаба, при търговското селище Нянгве. По пътя натам той изследва и десния приток на Луалаба – река Луама.
Първоначалният замисъл на Ливингстън е да се спусне по Луалаба, за изясни накъде тече, но плановете му се провалят от една страна поради противодействието на всесилните в тези райони роботърговци и от друга – от участниците в собствената му експедиция. Новите попълнения, пристигнали от Занзибар, вместо помощници причиняват на пътешественика само неприятности. Това са роби на занзибарските търговци, „отстъпени“ от тях на британския консул в Занзибар. Заинтересовани от по-бързото си завръщане на крайбрежието, те се опитват да склонят Ливингстън към това, но когато се убеждават, че той е непреклонен, започват всячески да подстрекават местното население против него. Огорчен от провала на плановете си, болен и разбит през октомври 1871 г. Ливингстън се завръща в Уджиджи носен на носилка от своите най-верни помощници.

#### Среща с Хенри Мортън Стенли и последни години (1871 – 1873)
Намирайки се в дълбините на Африка, Ливингстън рядко получава възможност да изпрати вести за себе си в родината и в световната общественост, живо интересуваща се от неговото пътешествие, много често започват да възникват опасения, че е загинал. Първите слухове за неговата смърт се разпространяват още в края на 1866 г., когато на източното крайбрежие се завръщат бегълците, напуснали експедицията му, но още през следващата година са опровергани от британския лейтенант Едуард Янг, възглавил първата спасителна експеция. По-късно от Ливингстън са получени няколко писма, отправени от него в Занзибар от бреговете на езерата Мверу, Бангвеулу и Танганика, но след това настъпва дълго мълчание и безпокойството за неговата съдба достига своя апогей.
Организирани са няколко спасителни експедиции, като най-голям късмет има експедицията на Хенри Мортън Стенли от американския вестник Ню Йорк Хералд, която го намира в Уджиджи, на източното крайбрежие на езерото Танганика. Точната дата на срещата им не е известна – според дневника на Ливингстън това е между 24 и 28 октомври, докато според Стенли е 10 ноември 1871 г. Стенли снабдява Ливингстън с различни предмети от първа необходимост в т.ч. медикаменти, от които той особено се нуждае и старият пътешественик отново е готов за нови изследвания.
През ноември и декември 1871 г. двамата заедно с лодки изследват северната част на Танганика, като откриват устието на река Рузизи и окончателно доказват, че реката се влива, а не изтича от езерото. В последната седмица на 1871 г. двамата напускат Уджиджи и през февруари 1872 г. пристигат в Табора, където Ливингстън най-накрая получава имуществото, изпратено отдавна за него от Занзибар. Стенли предлага на Ливингстън да се върнат заедно в Европа, но той отказва и в средата на март, след като оставя на Ливингстън допълнително и част от своето оборудване, храни и стоки за обменна търговия и вземайки със себе си дневника и писмата му, Стенли се отправя обратно към източното крайбрежие, където достига през месец май.
През 1872 – 1873 изследва югоизточното крайбрежие на езерото Танганика, но въпреки това въпросът с изворите на Нил остава нерешен. Изпълнен с решимост да ги намери, в началото на 1873 г. Ливингстън се отправя към горното течение на река Луалаба, за да я проследи оттам до устието ѝ. Но по пътя отново се разболява от малария и на 1 май 1873 г. умира недалеч от откритото от него езеро Бангвеулу, без да постигне мечтата си – да открие изворите на Нил. Неговите верни африкански спътници балсамират тялото му и погребват сърцето му на място. Писмен отчет за обстоятелствата около смъртта на великия пътешественик съставя единственият грамотен член на експедицията – Джейкъб Уенрайт, възпитаник на устроения от мисионерите приют в Бомбай, Индия, за освободени от робство деца-африканци. Той води и дневника по време на деветмесечното пренасяне на ковчега с тленните останки на Ливингстън на 1500 км до Багамойо на океанското крайбрежие, завършило през февруари 1874 г. От Багамойо тялото на Ливингстън е пренесено в Занзибар, а оттам изпратено в Англия. Той е тържествено погребан на 18 април 1874 г. в Уестминстърското абатство, редом с гробниците на крале и най-големите знаменитости на Англия.

## Значение
Дейвид Ливингстън посвещава живота си на Африка, изминавайки предимно пеша над 50 000 километра. Той първи решително застава на страната на тъмнокожото африканско население на такова високо ниво. Африканците много обичат и уважават Ливингстън, макар че откритията му довеждат до утвърждаването на Британската колониална империя в тези части на Африка.
Като изследовател Ливигстън е автор на точни и подробни описания, като плодовит писател той оставя след себе си многобройни писма, дневници и описания, като лекар описва редица тропически болести – тропическа язва, скорбут и малария. Той е един от първите, които използват хинин в подходяща доза за лечение на маларията и по тази причина неговите експедиции не са дали толкова много жертви, колкото предшестващите го.

## Памет
Неговото име носят:
- град Ливингстън (17°51′ ю. ш. 25°52′ и. д. / 17.85° ю. ш. 25.866667° и. д.) в Замбия;
- град Ливингстония (10°36′ ю. ш. 34°07′ и. д. / 10.6° ю. ш. 34.116667° и. д.) в Малави;
- град Ливингстън (55°54′ с. ш. 3°31′ з. д. / 55.9° с. ш. 3.516667° з. д.) в Шотландия;
- остров Ливингстън (62°36′ ю. ш. 60°30′ з. д. / 62.6° ю. ш. 60.5° з. д.) в Южните Шетлъндски о-ви;
- планина Ливингстън в Канада, провинции Алберта и Британска Колумбия;
- планина Ливингстън (Кипенгере, 9°30′ ю. ш. 34°10′ и. д. / 9.5° ю. ш. 34.166667° и. д.) в [[Танзания, северно от езерото Малави (Няса)]];
- прагове Ливингстън (4°19′ ю. ш. 15°12′ и. д. / 4.316667° ю. ш. 15.2° и. д.) на река Конго;
- множество университети, институти, училища, колежи, музеи, християнски мисии, паметници, болници и улици в Уганда, Замбия, Малави, Демократична република Конго, Бурунди, Ботсвана, Танзания, Нова Зеландия, Шотландия, Канада и САЩ.